# 厚母元員
厚母 元員（あつも もとかず）は、戦国時代から安土桃山時代にかけての武将。毛利氏の家臣。父は毛利元種（厚母元種）。安芸国の戦国大名・毛利元就の同族。

## 生涯
鷲頭因幡守の弟として生まれ、毛利氏家臣である毛利元種（厚母元種）の娘と婚姻し、その婿養子となる。
永禄12年（1569年）の北九州攻めの際に養父・元種と共に豊前松山城の在番を務め、同年閏5月18日に輝元から在番の労をねぎらう書状を送られている。
天正14年（1586年）4月6日、養父・元種の譲状の旨に従って、輝元より嫡男・元総と連名で長門国豊西郡厚母郷100石の内の70石、長門国美祢郡於福郷上田代村10石、厚母郷内の国衙の諸名田中の名主職などを安堵される。さらに、天正16年（1588年）7月2日には長門国美祢郡於福郷田代の内に99石余りの地を与えられた。
没年は不明。嫡男の元総が後を継いだ。